# Martin Lauček
Martin Lauček (magyarosan: Laucsek Márton, Turócszentmárton, 1732. május 19. – Szakolca, 1802. február 9.) szlovák ágostai evangélikus lelkész és jegyző.

## Élete
Laucsek János és Malko Katalin fia. Turócszentmártonban született, ahol atyja bíró és jegyző volt. 1740-től Necpálon, 1747-től Pozsonyban, 1750-től Sárospatakon és 1752-től Késmárkon tanult, honnét 1754 márciusában Berzétére ment kántortanítónak. 1756 novemberében Kuntapolcán, 1759 augusztusában Derencsényben, 1761-ben Felsősajón (Gömör vármegye) lett lelkész, ahol 22 évig maradt, egyszersmind jegyző és egy ájtatos testületnek vezetője volt. 1783 májusában Szakolcára költözött szintén lelkésznek, ott is hunyt el 1802-ben.

## Művei
- Vypsáni zivota Gotharda Dobsinského... 1774 (Dobsinsky Gothárd életrajza.)
- Zlatá báne to jest nábozné motliby a pisné. Pozsony, 1776 (Az arany bánya, az az ájtatos imák, énekek sat.).
- Vyklad na nékteré clanky víry. Uo. 1776 (Magyarázatok a vallás különböző ágazatairól.)
- Slzy ucedlniku s oci jejich utrené ... Szakolcza, 1783 (A tanítványok könnyeinek Krisztustól való letöröltetése. Beköszöntő beszéd máj. 11.)
- Az első keresztényeknek ama tíz főüldözésekről szólló historia, mely magában foglalja a Jesus Kristus híveinek, az első háromszáz esztendőkben, a pogány császárok alatt tett, és Constantinus Magnus első keresztény császárnak idejéig tartott keserves nyomorúságokat. Nem különben: az akkori sz. martyromoknak és Kristus Jesus állhatatos vallóinak irtóztató szörnyű kínokat. Melly is a legrégibb historikusoknak írásaikból felkerestetett, és rövideden egybe-szedegettetett, s a köznépnek hasznára, német nyelven megirattatott. Benkendorff Henriktől, magyar nyelvre pedig fordíttatott ... Pozsony, 1787
- Slovarné aneb konkordanci biblická. Uo. 1791 (A Bibliában levő szavak, hely- és tulajdonnevek szótára. I. főmunkája.)
- Radostné prozpováni skále spaseni od cirkve ev ... Szakolcza, 1797 (Templommegnyitási beszéd márcz. 8.)

Kiadta még Procopius doktorral együtt a Sbírka listu Thurzonickych (A túróczmegyei írók munkáinak gyűjteménye) című munkát és Schmal András tót katekizmusát, de ezen munkákról az életrajzírók nem emlékeznek meg bővebben.
Kéziratai is maradtak; így a Magyar Nemzeti Múzeumban: Biographia 8rét 82 lap (tót kézirat: Simonides János. Masnici Tobiás és mások életrajzával).
Nevét Lauček, Lavtsek, Lauschek, Lautsek és Lautscheknek is írják.